# Llei de Normalització Lingüística a Catalunya
La Llei de Normalització Lingüística a Catalunya fou una llei aprovada per Parlament de Catalunya el 6 d'abril de 1983 per 105 vots a favor i 1 abstenció (el centrista Joan Besa). La llei sortí publicada al DOGC el 18 d'abril. En l'àmbit educatiu, aquesta llei es començà a aplicar el curs 1983-1984 a 19 escoles de Santa Coloma de Gramenet. Durant la redacció de la llei s'hi alçaren veus contràries, la més important de les quals fou el manifest dels 2300.
Aquesta és la Llei 7/1983, de 18 d'abril, de normalització lingüística a Catalunya, publicada al BOE 11 maig 1983, núm. 112 [pág. 13234] i al DOGC 22 abril 1983, núm. 322, rect. DOGC 27 abril 1983, núm. 323, rect. DO. Generalitat de Catalunya 18 maig 1983, núm. 329.
Aquesta primera llei de normalització tenia com a objectiu prioritari la recuperació de la llengua en els usos oficials, en el sistema educatiu i en els mitjans de comunicació públics, a més de fer explícit el suport institucional a l'ús social. Quant a la regulació dels usos oficials, establia l'ús habitual del català com a llengua pròpia de les diferents administracions catalanes, donava validesa legal als textos redactats en aquesta llengua i acceptava el català com a llengua de relació del ciutadà amb les diferents administracions catalanes. A més, establia que les formes toponímiques catalanes serien les úniques vàlides en territori català –excepte a la Vall d'Aran, on ho serien les araneses–. Pel que fa al sistema educatiu, establia les bases per a l'ús vehicular habitual de la llengua catalana, impedia explícitament la segregació dels alumnes per motius de llengua i feia del català la llengua del sistema educatiu, en què garantia la presència del castellà i el coneixement d'ambdues llengües oficials per tots els alumnes un cop acabat l'ensenyament obligatori.
El novembre del mateix 1983 s'aprovà la Llei d'Ús i Ensenyament del Valencià i el 1986, la Llei de Normalització Lingüística de les Illes Balears. La llei catalana fou substituïda per una de posterior el 1998. El 15 de juliol de 2013 es va celebrar el 30è aniversari d'aquesta llei. L'acte commemoratiu fou organitzat pel Parlament de Catalunya i la Direcció General de Política Lingüística de la Generalitat de Catalunya i va coincidir amb la celebració dels 15 anys de l'aprovació de l'actual Llei de política lingüística de l'any 1998.